# ŠK Tomášov
ŠK Tomášov là một câu lạc bộ bóng đá Slovakia đến từ Tomášov. Hiện tại đội bóng thi đấu ở 3. liga (cấp độ 3 trong hệ thống bóng đá Slovakia). Câu lạc bộ được thành lập năm 1930.

## Màu sắc và huy hiệu
Màu sắc của đội bóng là xanh lá cây và trắng.